# Кизил-Кенгерли
Нор Марага (вірм. Նոր Մարաղա) — село у Мартакертському районі Нагірно-Карабаської Республіки. Село розташоване на трасі Мартакерт — Аскеран — Степанакерт, на лівому березі річки Хаченагет. Після перетину мосту на річці розпочинається Аскеранський район та з протилежного боку річки розташоване давнє місто Тигранакерт, на місці якого проводяться археологічні розкопки та де відкритий сучасний музей. Відстань від міста Мартакерта становить 17 км на північ, від села Нор Айкаджур — 4 км на північний захід, від села Арменакаван сусіднього Аскеранського району — 12 км на південний захід. Населення села складається з тимчасово переміщених осіб з села Марага, яке наразі знаходиться під контролем Національної армії Азербайджану.

## Пам'ятки
В селі розташовані гробниці 2-1 тисячоліття до н. е.

## Галерея

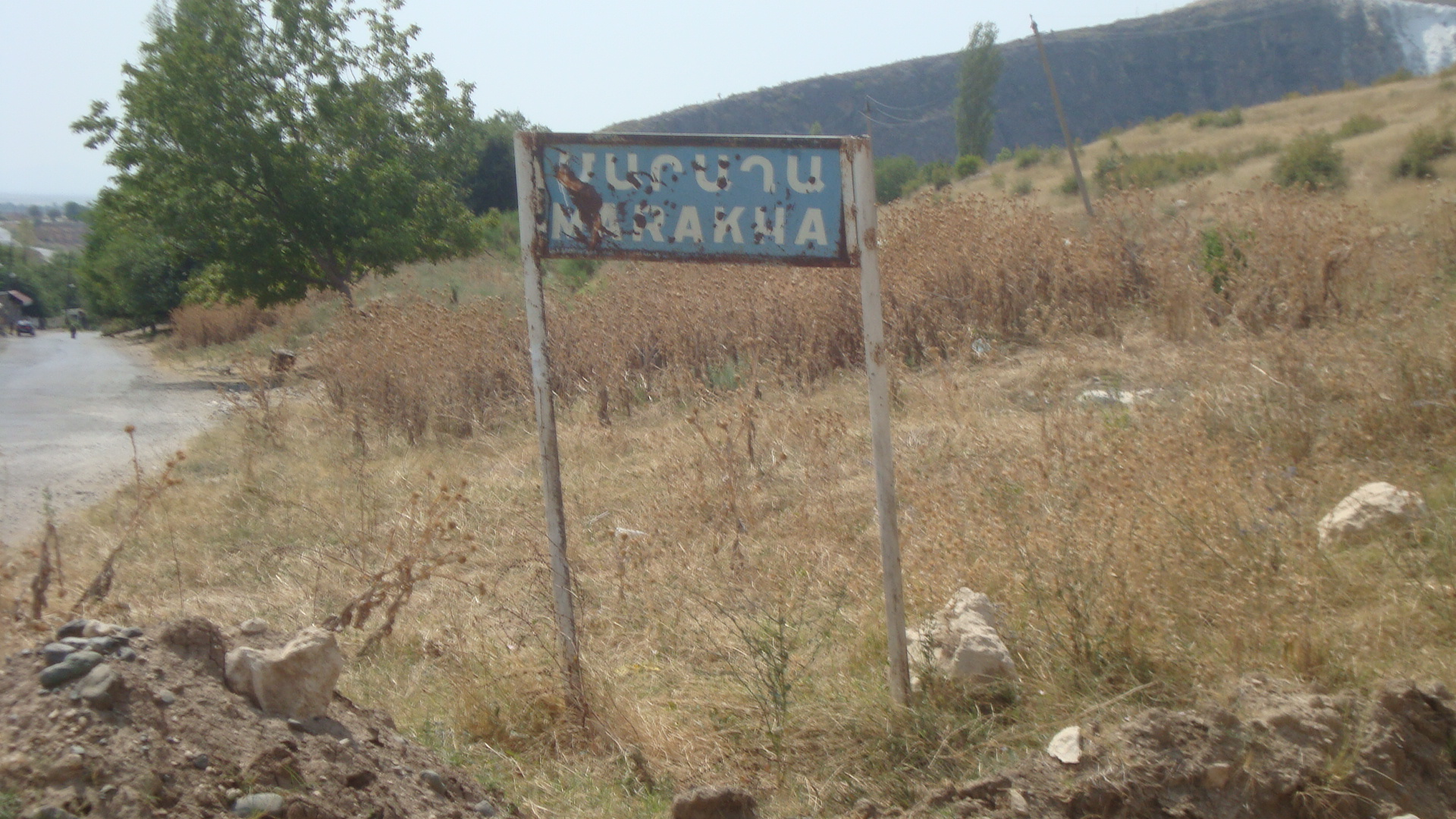
Табличка з села Марага, що стоїть замість таблички «Нор Марага» на згадку рідного села.
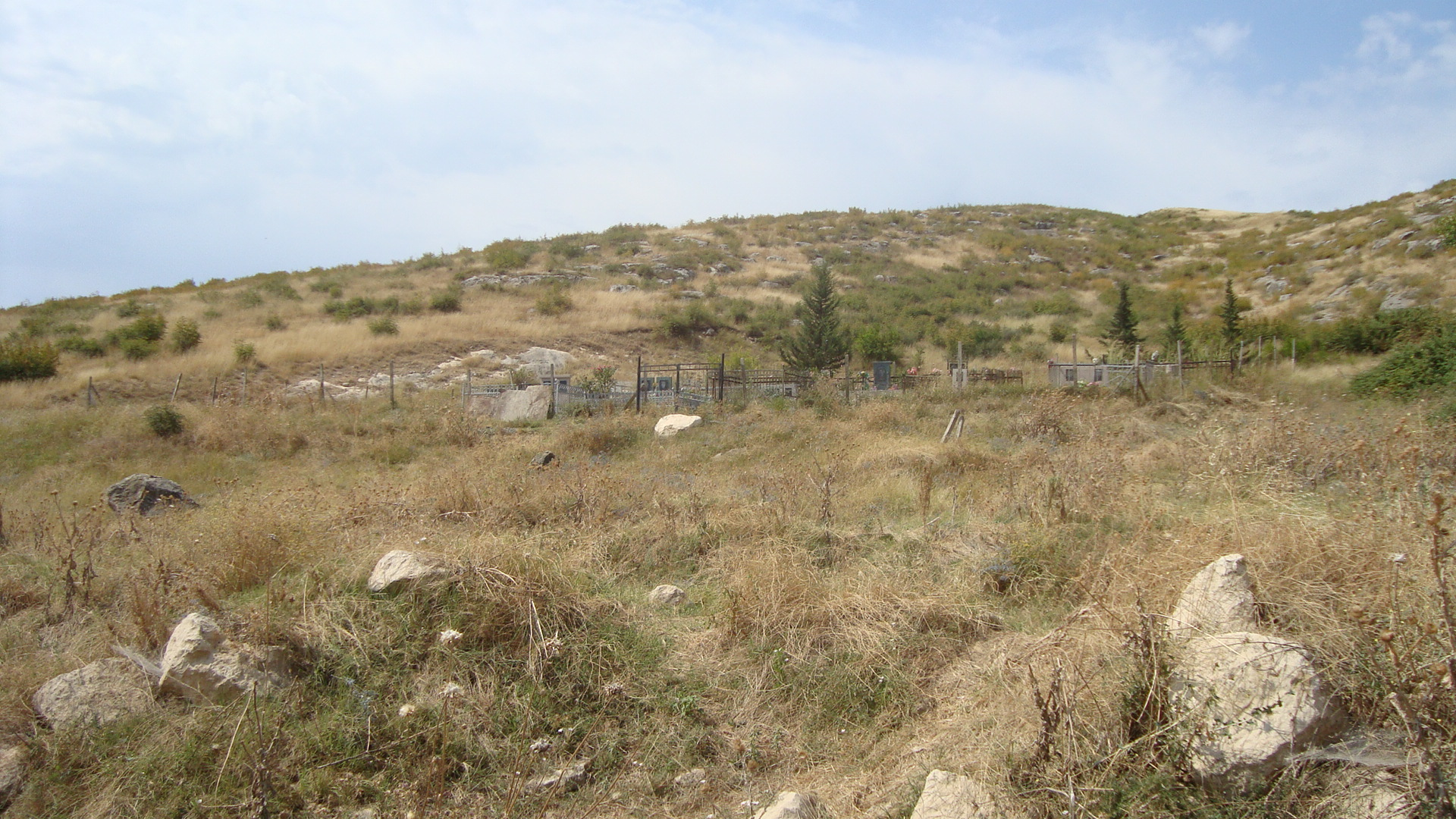
Цвинтар на якому поховані ті, чиї трупи вдалося винести після різанини в Маразі.
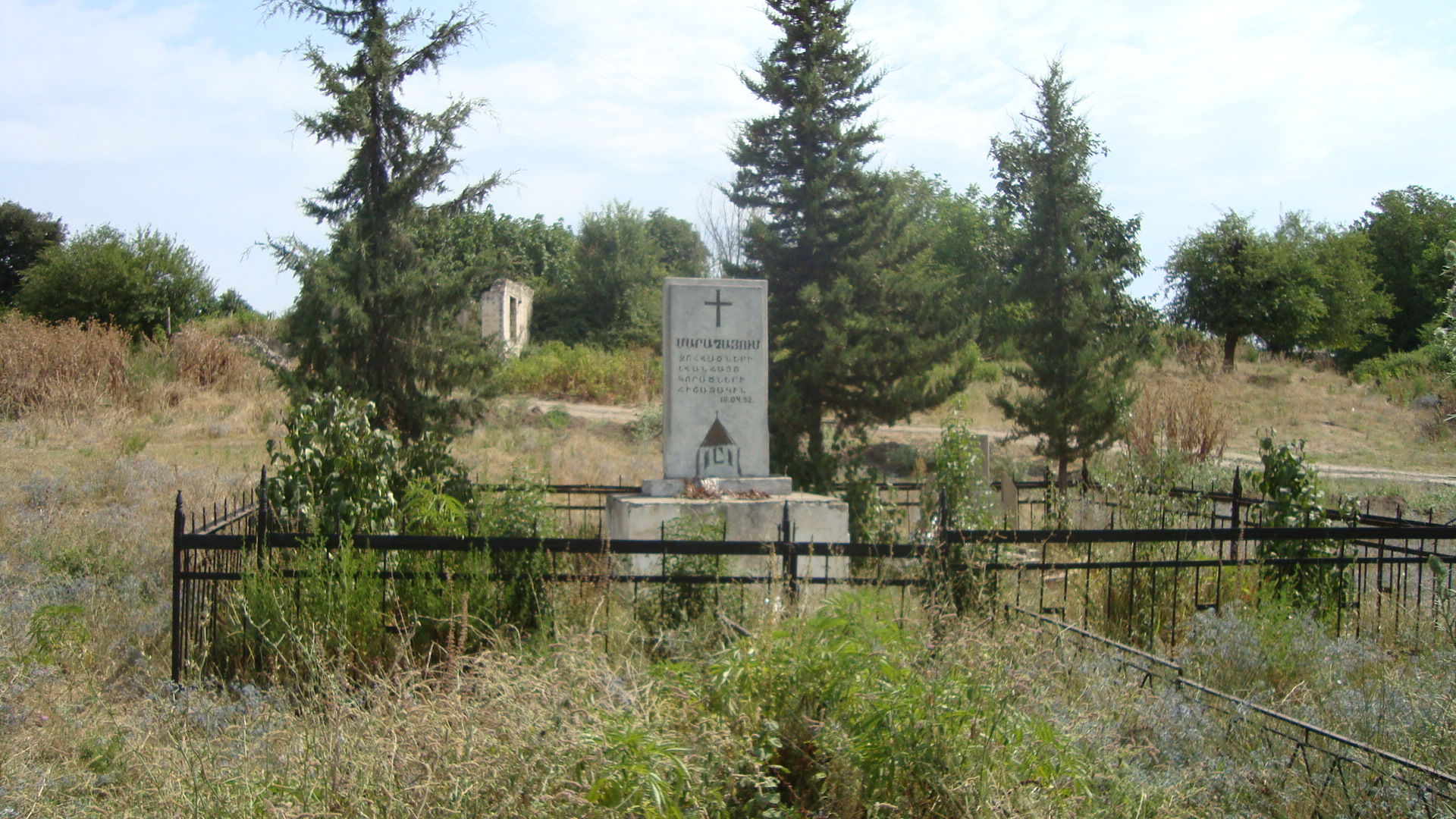
Пам'ятник загиблим під час різанини в Маразі.
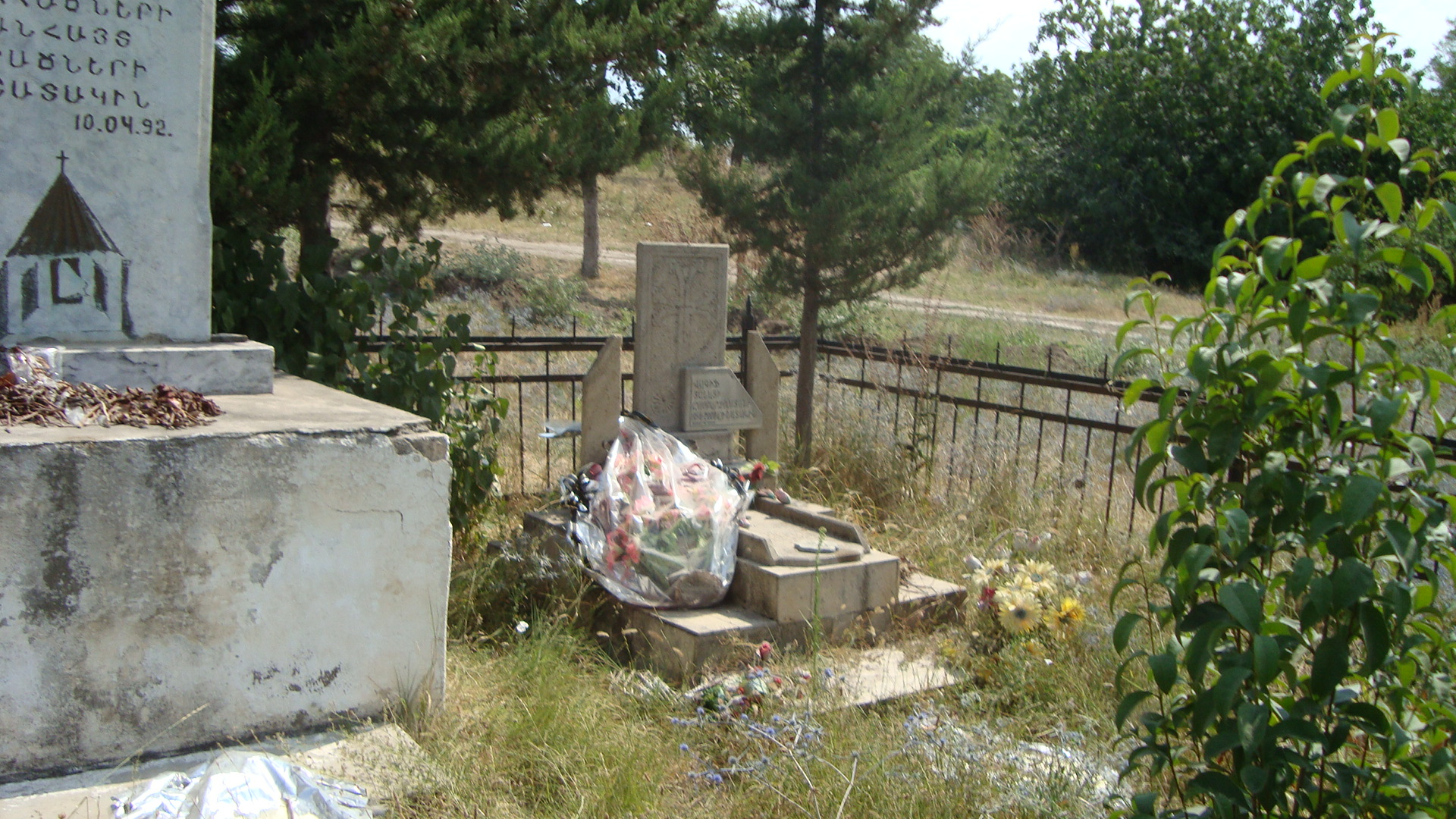
Пам'ятник загиблим під час різанини в Маразі.
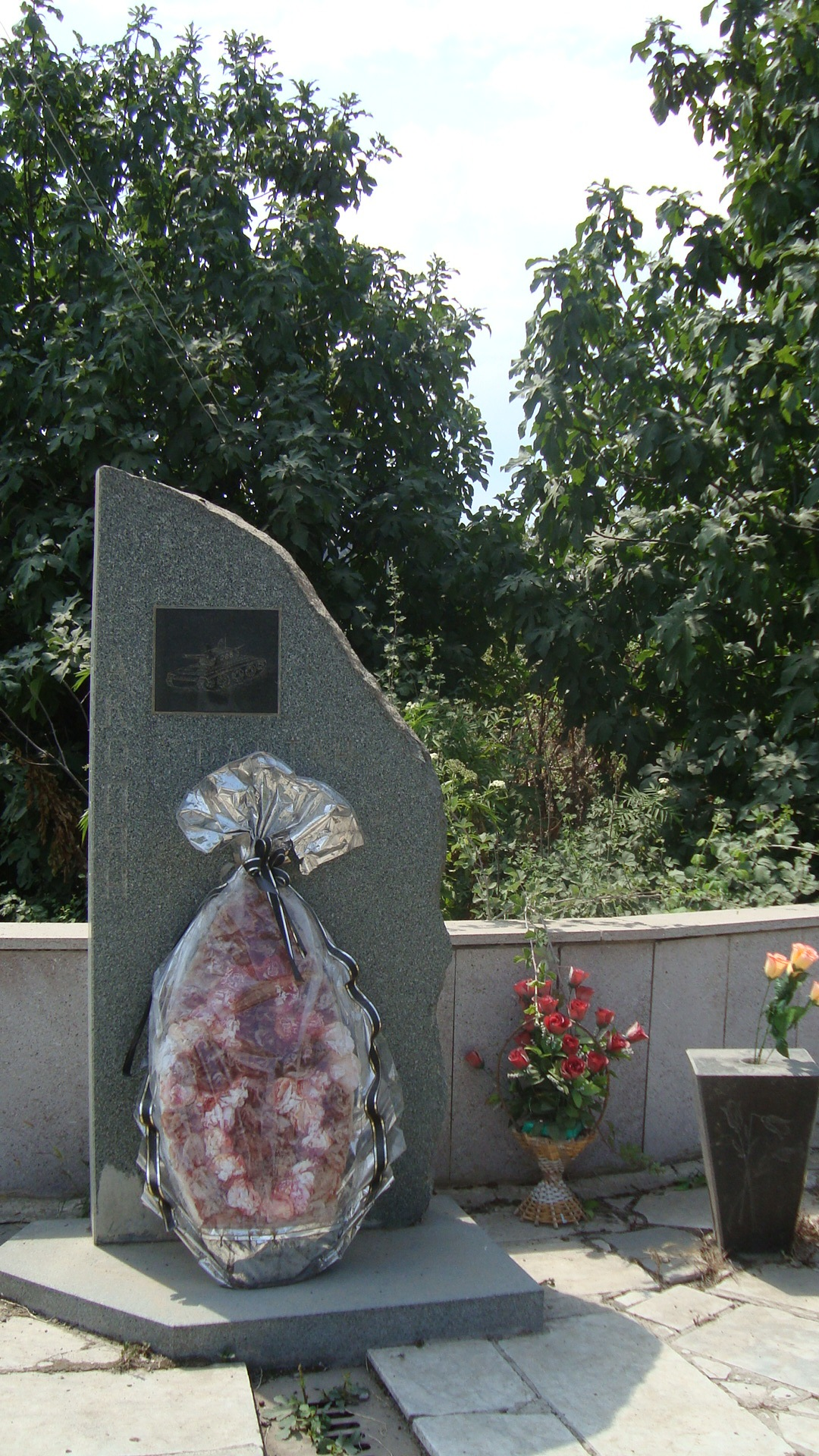
Пам'ятник захисникам Мараги.
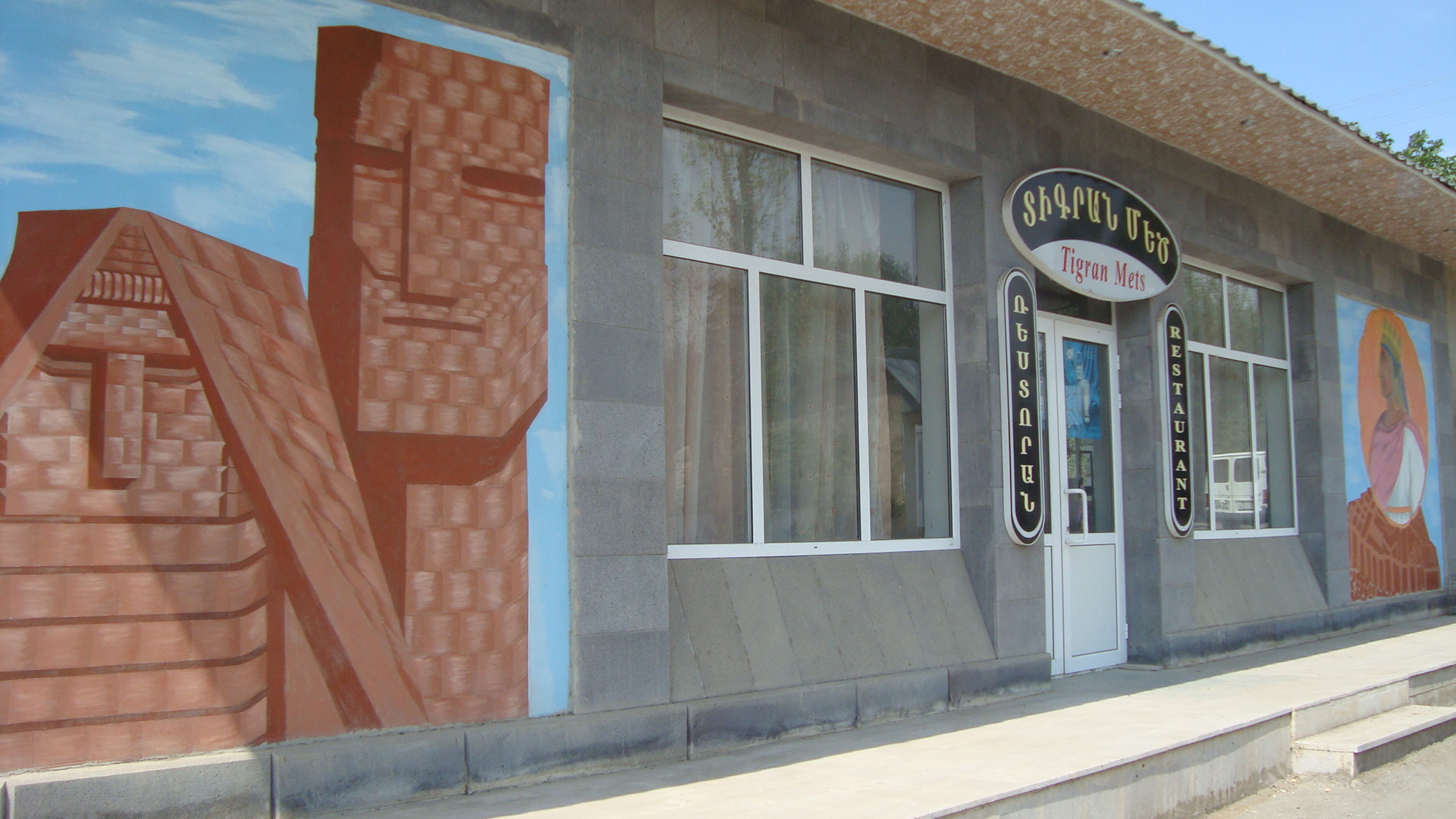
Ресторан «Тигран Мец» (Тигран Великий), що знаходиться на трасі.